# Beinan
De Beinan is een rivier in Taiwan. Hij stroomt door Taitung en is 84 kilometer lang.